# Music of Passion and Romance
Music of Passion and Romance è un album tratto dalla soap opera Beautiful pubblicato nel 2010 su iTunes. Sono le musiche di sottofondo a tema che caratterizzano questa soap. Ogni traccia è a tema e l'ultima è la versione in valzer della musica di apertura e della sigla.

## Tracce
1. Mother's Plea – 3:06
2. Martini Sunset – 4:40
3. Wine Time – 2:52
4. Alluring Vamp Sultry – 1:59
5. Hold Me – 3:12
6. Forrester Theme – 1:45
7. Flying Bold – 1:50
8. Moonlight Promise – 4:02
9. Bedtime Stories – 2:51
10. Raindrops – 2:45
11. Rick and Steffy Theme – 3:23
12. Beautiful and Bold – 2:03
13. Bridge Theme – 1:25
14. Never Go Home – 1:56
15. Jackie M Theme – 3:30
16. Tantra Mantra – 3:55
17. Paulina's Big Smile – 3:22
18. Black Night Blues – 3:20
19. Beyond Brooke – 0:56
20. Affairs End – 2:53
21. Tuesday's Rain – 1:05
22. Bold and Beautiful Waltz – 3:52